# Strieżewoj
Strieżewoj (ros. Стрежевой) – miasto w Rosji.

## Położenie
Położone na Nizinie Zachodniosyberyjskiej w obwodzie tomskim 790 km na północny zachód Tomska. Liczba mieszkańców: 43,2 tys. (2007).

## Historia
Miasto powstało jako zaplecze mieszkaniowe dla wydobywców ropy naftowej w dorzeczu Obu. Prawa miejskie uzyskało w 1978. W połowie lat 80. XX wieku miało najwyższy w ZSRR wskaźnik powierzchni szklarni na jednego mieszkańca (brak tu było tradycyjnego zaplecza żywnościowego). W tym czasie przyrost nowych mieszkańców (urodzeń i przyjazdów) wynosił około dwa tysiące osób rocznie. Na pola naftowe pracowników przewożono śmigłowcami.